# 세한대학교 축구부
세한대학교 축구부(영어: Sehan University  Football Club)는 대한민국 충청남도 당진시에 위치한 대학교 축구부이다. 세한대학교에서 운영하는 대학 축구부이다. 2004년에 공식 창단되었다.

## 참고 문헌
- “KFA 통합경기정보 시스템”. 대한축구협회.
- 약속의 땅

## 같이 보기
- 세한대학교